# Пионтковский, Игорь Андреевич
Игорь Андреевич Пионтковский (1902—1979) — советский учёный-медик, патофизиолог, доктор медицины (1941), профессор (1951). Заслуженный деятель науки РСФСР.

## Биография
Родился 25 октября 1902 года в Москве.
С 1920 по 1925 год обучался на медицинском факультете Второго Московского государственного университета, которую окончил с отличием. 
С 1936 по 1951 год на научно-исследовательской работе в Государственном институте физиотерапии в должности заведующего экспериментальным отделом. С 1951 по 1954 год на педагогической работе в Горьковском медицинском институте имени С. М. Кирова в должности — заведующего кафедрой патологической физиологии. 
С 1954 по 1969 год на научно-исследовательской работе в Институте высшей нервной деятельности и нейрофизиологии АН СССР в должности — заведующего лабораторией нейрорадиологии. Помимо основной деятельности И. А. Пионтковский входил в состав Президиума Научного совета «Радиобиология» Академии наук СССР и Правлений Всесоюзного  патофизиологического общества и Московского  физиотерапевтического общества.

### Научно-педагогическая деятельность
Основная научно-педагогическая деятельность А. И. Пионтковского была связана с вопросами в области патофизиологи, истории медицины, занимался вопросами изучения механизмов действия различных вредных физических факторов на организм животных и человека. А. И. Пионтковским было сформулировано положение об избирательном действии ультравысокочастотной терапии на тканевые элементы мезенхимального происхождения, им было показано действие ионизирующей радиации на организм живого существа, которое отмечало у рождённых такие процессы болезни как  карликовость, гипертония и олигофрения.
В 1941 году он защитил диссертацию на учёную степень доктор медицинских наук, в 1951 году ему было присвоено учёное звание профессор. Под руководством И. А. Пионтковского было написано более пятидесяти научных трудов, в том числе четыре монографии. Он являлся редактором редакционного отдела «Патологическая физиология» Большой медицинской энциклопедии.
Скончался 5 ноября 1979 года в Москве.